# Distrito de Miragoâne
El distrito de Miragoâne (en francés arrondissement de Miragoâne; y en criollo haitiano: awondisman Miragwàn) es una división administrativa haitiana, que está situada en el departamento de Nippes.

## División territorial
Está formado por el reagrupamiento de cuatro comunas:
- Fonds-des-Nègres
- Miragoâne
- Paillant
- Petite-Rivière-de-Nippes